# Mario Wschebor
Mario Wschebor Wonsever (Montevideo, 3 de diciembre de 1939 - ibídem, 16 de septiembre de 2011) fue un matemático uruguayo de reconocida trayectoria científica a nivel nacional e internacional.

## Ámbito científico
En el terreno de la matemática, realizó importantes contribuciones en el área de la probabilidad y la estadística. Fue autor de numerosas publicaciones científicas, entre las que se destaca el libro Level Sets And Extrema Of Random Processes And Fields (Wiley, Reino Unido, 2009), en colaboración con Jean-Marc Azaïs.
Fue un destacado dirigente universitario, decano de la Facultad de Ciencias de la Universidad de la República en el período 1987-1997, luego de participar activamente en el proceso de su creación. Una importante contribución de esta período es el Documento de los cuatro decanos, en el que plantea la necesidad de la creación de un sistema nacional de educación terciaria.
Wschebor trabajó en el Centro de Matemática desde 2006.

## Distinciones
- 2006, Presidente del Centre International de Mathématiques Pures et Appliquées (CIMPA).
- En noviembre de 2007, fue distinguido por la Fundación Lolita Rubial de Minas, Uruguay, con el Premio Morosoli de Oro a la personalidad uruguaya de la cultura del año.[2]
- Desde junio de 2012, el edificio principal de la Facultad de Ciencias de la Universidad de la República pasó a llamarse «Mario Wschebor».[3]